# Yorii
Yorii (寄居 町, Yorii-machi) és un municipi a la prefectura de Saitama, Japó, localitzat en la part central de l'illa de Honshū, a la regió de Kantō. L'1 d'octubre de 2019 tenia una població estimada de 32.576 habitants i una densitat de població de 507 persones per km².

## Història
Yorii es va desenvolupar com una estació en la ruta de peregrinació als temples de l'àrea de Chichibu des del període Kamakura i va ser una ciutat del castell Hachigata durant el període Sengoku. El poble de Yorii va ser creat dins el districte de Hanzawa l'1 d'abril de 1889 amb la fusió dels pobles de Fujita i Sueno quan es va aplicar un nou sistema de ciutats i pobles. El districte de Hanzawa va ser abolit en 1896 i va passar a formar part del districte d'atosato.
El 21 de setembre de 1936 un terratremol va glopejar la ciutat.
Al febrer de 1955, el poble es va expandir annexant les viles veïnes de: Orihara, Hachigata, Obusuma i Iode.
El març del 2001 la ciutat de Yorii va haver de tancar l'hospital infantil que tenia. Posteriorment el 3 d'agost del 2004 la situació es va agreujar amb el tancament de l'escola per a discapacitats.

## Geografia
Yorii està localitzat a l'oest de la prefectura de Saitama, en el tram central del riu Arakawa, uns 70 quilòmetres de centre de Tòquio. Limita amb la ciutat de Fukaya i amb els municipis de: Misato, Ranzan, Ogawa, Minano, Nagatoro i Higashichichibu.

## Demografia
Segons les dades de cens japonès, la població de Yorii s'ha mantingut estable en els últims 30 anys.
| Gràfica d'evolució de Yorii entre 1945 i 2015 |
|                                               |

## Economia
L'empresa automobilística Honda té una planta de muntatge a la ciutat de Yorii, que és una de les principal empreses que més llocs de treball donen a la localitat.

## Educació
Yorii té sis escoles elementals, tres escoles secundàries i una escola secundària.

## Ciutats agermandes
- Marysville, Ohio des de 2013.[3]